# King and Country – Für König und Vaterland
King and Country – Für König und Vaterland (Alternativtitel: Für König und Vaterland, Originaltitel: King & Country, auch: King and Country) ist ein britischer Spielfilm aus dem Jahr 1964.

## Handlung
Der Film spielt während des Ersten Weltkriegs. Der Gefreite Arthur Hamp wird während der Dritten Flandernschlacht der Fahnenflucht beschuldigt. Der einfache junge Mann aus der Unterschicht soll von dem der Oberschicht zugehörigen Captain Hargreaves verteidigt werden. Hamp war der einzige Überlebende seiner Kompanie. Verwirrt hatte er sich zu einem Spaziergang aufgemacht und wurde nach 24 Stunden von der Militärpolizei festgenommen. Er wird verdächtigt auf dem Heimweg nach London gewesen zu sein und nun vor ein Militärgericht gestellt. Zwischen Verteidiger und Angeklagtem werden zunächst die Standesunterschiede sehr deutlich. Verteidiger Hargreaves benimmt sich arrogant und überheblich. Je länger er sich jedoch mit Hamp beschäftigt, desto sympathischer und verständlicher wird ihm der junge Mann. Hargreaves beginnt für ihn zu kämpfen, die Gerichtsbarkeit beschließt jedoch ein Exempel zu statuieren, um die Kriegswilligkeit der Truppe nicht zu untergraben. Trotz aller Bedenken wird Hamp zum Tode verurteilt. Als das Erschießungskommando ihn nicht richten will, wird er schließlich durch einen Pistolenschuss in den Mund getötet.

## Kritiken
„Dialogbetonte, aber formal brillant durchkomponierte Theaterverfilmung, getragen von pazifistischem Engagement.“

## Auszeichnungen
Die Welturaufführung fand 1964 bei den Internationalen Filmfestspielen von Venedig statt, wo der Film am Wettbewerb teilnahm. Tom Courtenay wurde hier mit der Coppa Volpi als bester Darsteller ausgezeichnet. Außerdem erhielt der Film im Jahr darauf vier Nominierungen für den British Film Academy Award.